# Lista șefilor de stat ai României după longevitate
| Ordine | Șef de stat            | Data nașterii      | Data decesului    | Longevitate (în zile) | Longevitate (în ani și zile) |
| ------ | ---------------------- | ------------------ | ----------------- | --------------------- | ---------------------------- |
| 1      | Ion Gheorghe Maurer    | 23 septembrie 1902 | 8 februarie 2000  | 35.566                | 97 a 138 z                   |
| 2      | Mihai I                | 25 octombrie 1921  | 5 decembrie 2017  | 35.105                | 96 a 42 z                    |
| 3      | Ion Iliescu            | 3 martie 1930      | 5 august 2025     | 34.842                | 95 a 144 z                   |
| 4      | Constantin Ion Parhon  | 15 octombrie 1874  | 9 august 1969     | 34.630                | 94 a 297 z                   |
| 5      | Emil Constantinescu    | 19 noiembrie 1939  | în viață          | 31.308                | 85 a 262 z                   |
| 6      | Nicolae Văcăroiu       | 5 decembrie 1943   | în viață          | 29.831                | 81 a 246 z                   |
| 7      | Carol I                | 20 aprilie 1839    | 10 octombrie 1914 | 27.563                | 75 a 170 z                   |
| 8      | Lascăr Catargiu        | 1 noiembrie 1823   | 30 martie 1899    | 27.542                | 75 a 149 z                   |
| 9      | Traian Băsescu         | 4 noiembrie 1951   | în viață          | 26.940                | 73 a 277 z                   |
| 10     | Petru Groza            | 7 decembrie 1884   | 7 ianuarie 1958   | 26.694                | 73 a 31 z                    |
| 11     | Nicolae Haralambie     | 27 august 1835     | 3 aprilie 1908    | 26.517                | 72 a 220 z                   |
| 12     | Nicolae Ceaușescu      | 26 ianuarie 1918   | 25 decembrie 1989 | 26.265                | 71 a 333 z                   |
| 13     | Nicolae Golescu        | 6 decembrie 1809   | 10 decembrie 1877 | 24.841                | 68 a 4 z                     |
| 14     | Chivu Stoica           | 8 august 1908      | 16 februarie 1975 | 24.298                | 66 a 192 z                   |
| 15     | Klaus Iohannis         | 13 iunie 1959      | în viață          | 24.162                | 66 a 56 z                    |
| 16     | Crin Antonescu         | 21 septembrie 1959 | în viață          | 24.062                | 65 a 321 z                   |
| 17     | Gheorghe Gheorghiu-Dej | 8 noiembrie 1901   | 19 martie 1965    | 23.141                | 63 a 131 z                   |
| 18     | Ferdinand I            | 24 august 1865     | 20 iulie 1927     | 22.610                | 61 a 330 z                   |
| 19     | Carol al II-lea        | 15 octombrie 1893  | 4 aprilie 1953    | 21.719                | 59 a 170 z                   |
| 20     | Nicușor Dan            | 20 decembrie 1969  | în viață          | 20.319                | 55 a 231 z                   |
| 21     | Alexandru Ioan Cuza    | 20 martie 1820     | 15 mai 1873       | 19.415                | 53 a 56 z                    |